# José Efromovich
José Efromovich (La Paz, 1955) é um empresário brasileiro. É presidente do conselho administrativo da companhia aérea Avianca Brasil e membro do conselho de administração da companhia holding AviancaTaca. É sócio de seu irmão Germán Efromovich na Synergy Group.

## Biografia
Nascido na Bolívia, filho de pais judeus polacos, formou-se em Engenharia Civil na Universidade Presbiteriana Mackenzie em São Paulo, começou sua carreira a dar aulas e cursos de madureza em São Bernardo do Campo nos anos 1972 para alunos que cursavam a faculdade. O negócio cresceu constantemente e virou uma escola reconhecido pelo estado brasileiro, uma espécie de supletivo que chegou a ter até dois mil alunos. Entre eles, estava o então metalúrgico e o futuro Presidente do Brasil Luiz Inácio Lula da Silva. Ao fim José Efromovich se concentrou tanto na sua formação profissional própria. Para este fim, ele vendeu a escola para atuar na indústria de petróleo junto com o irmão Germán Efromovich.
José e Germán estabeleceram o Synergy Group em 2003, uma holding que é formado por empresas de diversos sectores actuando nas áreas de petróleo, aviação e produtos médicos. Após a formação da companhia, ele focou no desenvolvimento e construção de plataformas petrolíferas. Uma vez que um desses equipamentos afundou no mar e devido a uma disputa legal subsequente com o seguro e a Petrobras, ele se virou para o negócio de transporte aéreo. Aconteceu por acaso, porque um cliente não conseguiu pagar a conta e ofereceu dois aviões em troca dos serviços. Começaram a usar as aeronaves para transportar pessoal e amigos que pediam carona entre Macaé e Rio de Janeiro. Foi o início de seu mais novo negócio, uma empresa de táxi aéreo batizada de OceanAir. Anos mais tarde se transformaria na Avianca Brasil em 2010, hoje a quarta maior companhia aérea do Brasil em participação de mercado. José Efromovich quer investir US$ 1,5 bilhão até 2016 e esta a esperar um crescimento de 38 % na demanda de passageiros.